# „Айвър Новело“ (музикална награда)
Айвър Новело е награда за композиции и композиране на музика, носеща името на родения в Кардиф артист Айвър Новело. Тя се дава всяка година в Лондон от Британската академия за композитори и автори на песни (BASCA) връчвана за първи път през 1955 година.
Наричана „The Ivors“, наградите се провеждат през май и са спонсорирани от Performing Right Society. Обхваща целия сват, като основна платформа за признаване и награждаване на композитори и автори във Великобритания. Самата наградата е бронзова скулптура на Евтерпа, като от 2009 г. са присъдени над 1000 статуетки.
Сред най-известните получатели са:
| - Imogen Heap - Ashley Ingram - Брайън Адамс - Бени Андершон - Iain Archer - Gary Barlow - Блър - Марк Болан - Дейвид Боуи - Кейт Буш - Clannad - Ед Шийрън - Ерик Клептън - Винс Кларк - Колдплей - Фил Колинс - Sir John Dankworth - The Darkness - Крейг Дейвид - Рей Дейвис - Cathy Dennis - Дайдо - Ralph Dollimore - Дъфи - Дюран Дюран - The Feeling - Мартин Гор - Justin Hayward - Fran Healy - Леона Луис - Роджър Ходжсън - Neil Innes - Айрън Мейдън - Юсуф Ислям - Джеймирокуай - Джон Ленън - Ани Ленъкс | - Gary Lightbody - Jeff Lynne - Меднес - Мадона - Manic Street Preachers - Scott Matthews - Брайън Мей - Пол Макартни - Фатбой Слим - Фреди Меркюри - Джордж Майкъл - Дейвид Гилмор - Оуейсис - Roland Orzabal - Пет шоп бойс - Keane - Рейдиохед - Майк Скот - Шадоус - Спайс Гърлс - Dave Stewart - Стинг - Майк Сток - Sir John Tavener - Ричард Томпсън - Алекс Търнър - Ю Ту - Бьорн Улвеус - Роджър Уиттъкар - Роби Уилямс - Ейми Уайнхаус - Лили Алън - Бионсе Ноулс - Bat For Lashes - Шакира - The Ting Tings - Richard Ashcroft |